# Реалізовані мрії
Реалізовані мрії (англ. Dreams Realized) — американська короткометражна драма режисера Френка Кулі 1915 року.

## У ролях
- Вебстер Кемпбелл — молодий лікар
- Вірджинія Кертлі — дочка старого актора
- Ірвінг Каммінгс — старий актор
- Джо Харріс — граф